# Xunhua-Zwischenfall

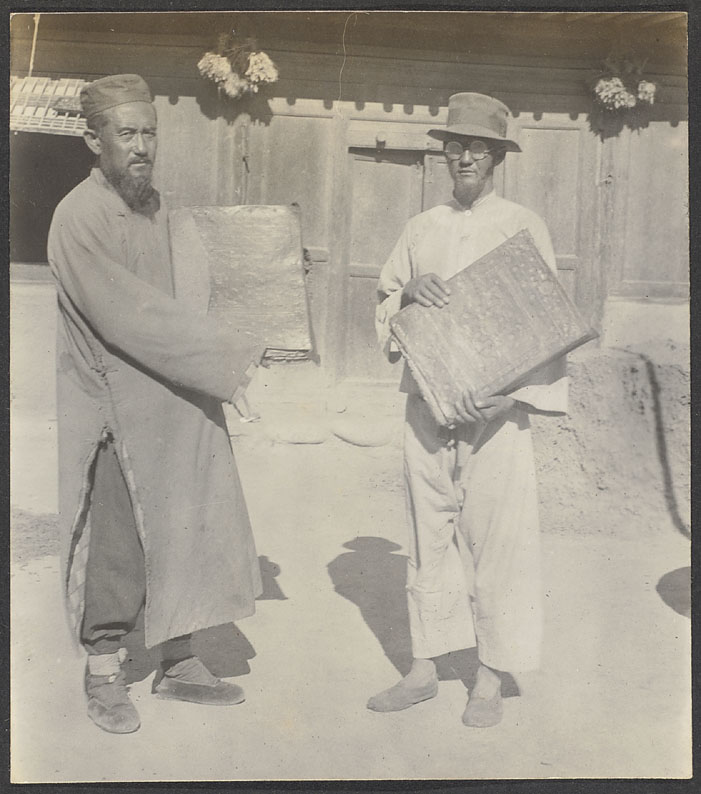
Salaren halten einen Koran

Als Xunhua-Zwischenfall (chinesisch 循化事件) wird ein Aufstand bezeichnet, der im April 1958 von Tibetern und Salaren gegen die Herrschaft der Kommunistischen Partei Chinas (KP Chinas) in Qinghai, China durchgeführt wurde. Er stand im Zusammenhang mit der landesweiten Kampagne „Großer Sprung nach vorn“ und brach aus im autonomen Landkreis Xunhua Salar in der Provinz Qinghai, in der Heimatstadt des 10. Panchen Lama. Seit März 1958 verhängten dortige Beamte strenge Maßnahmen für sozialistische Transformationen der Gesellschaft, und um Aufstände zu verhindern, wurden religiöse Führer, darunter Jnana Pal Rinpoche (加乃化仁波切), ein angesehener Mönch, zur so genannten Umerziehung verschleppt. Dieser Schritt erwies sich als kontraproduktiv, denn nun rebellierten 4000 Menschen verschiedener Ethnien. Dabei töteten sie einen Teamleiter der KP Chinas. Der Aufstand wurde gewaltsam unterdrückt und endete mit einem Massaker durch die Volksbefreiungsarmee, bei der am 25. April innerhalb von vier Stunden 435 Menschen getötet wurden, die meisten davon unbewaffnete Zivilisten.

## Geschichte

### Hintergrund
Während des „Großen Sprunges“ forderte Zhu Xiafu (朱侠夫), der stellvertretende Sekretär des KPCh-Komitees in Qinghai, im März 1958 schnelle sozialistische Transformationen der nomadischen Gemeinschaften und legte Quoten für verschiedene Gebiete fest. Er erließ den Befehl zur raschen Gründung der „sozialistischen Genossenschaften“ für die Tierhaltung.
Zur gleichen Zeit folgten die Führer in Qinghai, um „Aufstände zu verhindern“, der Anweisung des Zentralkomitees der KPCh und begannen, „Treffen und Studiensitzungen zu nutzen, um die religiösen Führer der Minderheiten zu kontrollieren“. Zu den religiösen Führern, die zur Umerziehung geschickt wurden, gehörte auch Jnana Pal Rinpoche (加乃化仁波切), ein angesehener Mönch aus dem Bimdo-Kloster (温都寺). Er war Vizeadministrator des Landkreises Xunhua und hatte den Dalai Lama und den Penchen Lama unterrichtet.

### Der Aufstand

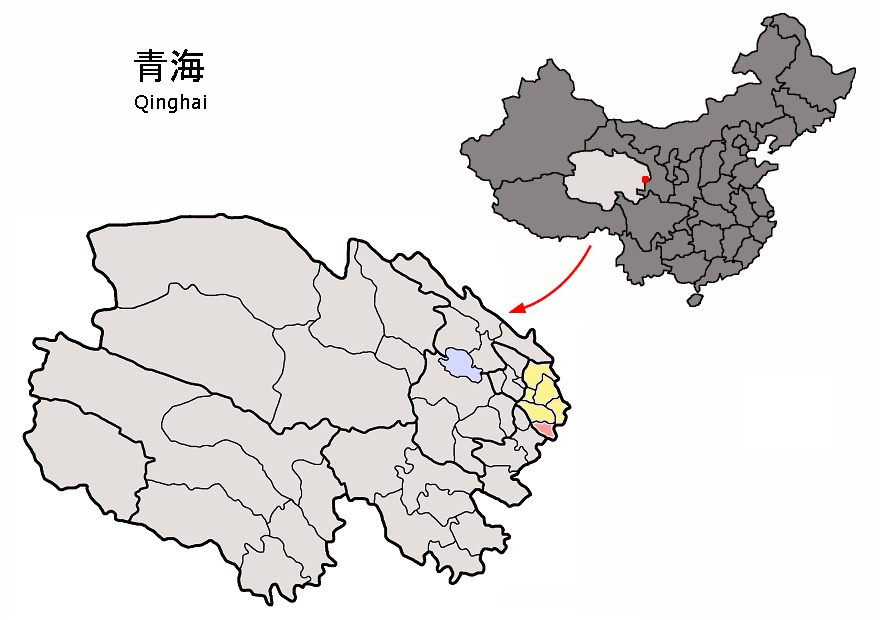
Xunhua

Am 17. April 1958 widersetzte sich eine Gruppe von Bürgern des Kreises Gangca den Anordnungen zur Gründung von Genossenschaften und forderte die Freilassung von Jnana Pal Rinpoche. Sie setzten den örtlichen KPCh-Sekretär fest und sägten Strommasten ab. Am nächsten Tag wurden die Proteste gewaltsam, dabei kam es zum Tod eines Teamleiters der KPCh-Task Force.
Die Salaren schlossen sich dem Widerstand an, und am 24. April kam es im Landkreis Xunhua zu Ausschreitungen von über 4000 Menschen. Geschäfte wurden ausgeraubt und mehrere örtliche Beamte verletzt. Erst in der Nacht verließen die Aufständischen das Gebiet wieder.

### Das Massaker
Am Morgen des 25. April sandte die Volksbefreiungsarmee zwei Regimenter, um den Aufstand zu unterdrücken. Bei ihrer Ankunft eröffneten die Truppen das Feuer auf die versammelten Zivilisten, die die Freilassung von Jnana Pal Rinpoche forderten. Als die Truppen nach vier Stunden realisierten, dass die Zivilisten größtenteils unbewaffnet waren, hatten sie bereits 435 Menschen getötet, mit insgesamt 719 Opfern.
Am Nachmittag desselben Tages wurden insgesamt 2499 Personen festgenommen, darunter 1581 Salaren, 537 Tibeter, 343 Hui und 38 Han-Chinesen. Offizielle Quellen geben an, dass die Zahl der Todesopfer innerhalb der Truppen 17 betrug, zusätzlich zu einem geschätzten Verlust von Immobilien im Wert von 0,9 Millionen RMB zu dieser Zeit.

## Nachwirkungen
Jnana Pal Rinpoche beging in der „Studiensitzung“ Selbstmord, nachdem er die Nachrichten gehört hatte. Er wurde von Beamten als Organisator des Aufstands „identifiziert“.
Mao Zedong drückte später seine Unterstützung für das Vorgehen in Qinghai aus und erklärte, dass „der Aufstand der Konterrevolutionäre in Qinghai wunderbar war, da er eine Gelegenheit für die Befreiung der Werktätigen darstellte und die Entscheidung des KPCh-Komitees in Qinghai absolut richtig war“.
Einige betrachten den Xunhua-Zwischenfall als Vorläufer des Tibetaufstands von 1959.